# Abafáy Gusztáv
Abafáy Gusztáv, született Öffenberger Gusztáv (Budapest, 1901. szeptember 12. – Landshut, 1995. március 2.) romániai magyar író, publicista, irodalomtörténész.

## Életpályája
Tanulmányait Brassóban kezdte, majd Budapesten hallgatott jogot. Tanulmányai befejezése után Brassóba költözött, ahol magántisztviselőként dolgozott. 1935-től jelentek meg írásai a Brassói Lapokban, az Erdélyi Helikonban, a Pásztortűzben és a Független Újságban. 1937-ben Jancsó Elemérrel és Szemlér Ferenccel közösen szerkesztette az Új erdélyi antológia című kiadványt. 1947-ben Marosvásárhelyre került, ahol szintén újságírással foglalkozott, majd a bukaresti Állami Könyvkiadó magyar szerkesztőségének első főszerkesztője lett. 1948-ban a Bolyai Tudományegyetemen előadótanáraként működött, majd 1951-ben, szintén Kolozsváron, akadémiai könyvtárossá nevezték ki, majd tudományos főkutatónak. Adatgyűjtő és bibliográfusi munkájával hozzájárult a romániai magyar próza történetének, így Nagy István pályájának és műveinek ismeretéhez, a Bolyaiak hagyatékának feltárásához. A főiskolai színjátszás számára színpadra alkalmazta Bolyai Farkas A párizsi per című drámáját.
1968-ban nyugdíjba vonult, később Magyarországra, majd onnan Németországba költözött.

## Főbb munkái, publikációi
- Új erdélyi antológia. Abafáy Gusztáv, Bözödi György, stb. írásai; Minerva, Kolozsvár, 1937
- Adolf Menschendörfer: "Der Büffelbrunner". Erdélyi Helikon, 1935. 10. sz. 755-757 l., Német szépirodalom. Erdélyi szász irodalom
- Németh László: Gyász. Erdélyi Helikon, 1936. 3. sz. 217 l., Magyar irodalomtörténet és kritika
- A Dosztojevszkij hagyaték. Erdélyi Helikon, 1936. 6. sz. 450-455 l., Orosz irodalomtörténet és kritika
- Ortega módszere. Erdélyi Helikon, 1936. 474 l., Filozófia
- Márai Sándor: Napnyugati őrjárat. Erdélyi Helikon, 1936. 7. sz. 554-555 l., Magyar irodalomtörténet és kritika
- Katherine Mansfield. Erdélyi Helikon, 1936. 9. sz. 711-713 l., Angol irodalomtörténet és kritika
- Móricz Zsigmond németűl. Erdélyi Helikon, 1937. 1. sz. 64-67 l., Magyar irodalomtörténet és kritika
- Tibold Márton. Molter Károly regénye. Erdélyi Helikon, 1937. 7. sz. 526-528 l., Magyar irodalomtörténet és kritika
- Utunk. A Román Népköztársaság Írószövetségének lapja. Tíz év közleményei. 1946 június–1955 december; összeáll. Abafáy Gusztáv; Intreprindea Poligr., Cluj, 1957
- Kovács György írói útja (a Kacsó Sándorral és Sőni Pállal közös Három portré című kötetben, 1963)
- Nagy István írói pályájának kezdetei (tanulmány) Nyelv- és Irod. tud. Köz., VIII (1964)
- Asztalos István műveinek bibliográfiája (Bonyháti Jolánnal, Izsák József monográfiájának függeléke, 1967)